# عون المسرطن
عون المسرطن (بالإنجليزية: Co-carcinogen)‏ هي مادة كيميائية تعزز تأثيرات المسرطن في إنتاج السرطان، عادة يتم استخدام المصطلح للإشارة إلى المواد الكيميائية غير المسببة للسرطان من تلقاء نفسها، بحيث أن كمية مكافئة من المادة الكيميائية غير كافية لبدء عملية التسرطن. يمكن أن تكون المادة الكيميائية مسببة للسرطان مع مواد كيميائية أخرى أو مع مواد مسرطنة غير كيميائية مثل الأشعة فوق البنفسجية.
على سبيل المثال يمكن إعطاء زرنيخيت الصوديوم إلى الفئران بتركيز منخفض بحيث لا يسبب الأورام من تلقاء نفسه، ولكنه يزيد من معدل تكوين وحجم الأورام التي تشكلت بعد التعرُّض للأشعة فوق البنفسجية.
قد تعمل المادة الكيميائية كعون مسرطن حتى لو لم تسبب ضررًا مباشرًا في الحمض النووي مثل الطفرة طالما أنها يمكن أن تؤثر على مسار مرتبط بالسرطان، يشمل أحد الأمثلة على هذه الفئة المواد الكيميائية الموجودة في عائلة إسترفوربول، والتي تحاكي جزيء الإشارة الفطري، هذا الإستر لا يُسبِّب طفرة، ولكن يمكن أن يزيد من معدل الإصابة بالسرطان من خلال تعزيز نمو الخلايا، وهو سمة تقليدية للسرطان.
قد تحتوي المادة الكيميائية على خصائص مضادة للسرطان بالإضافة إلى كونها مادة عون المسرطن مع بعض المواد المسرطنة، بالإضافة إلى ذلك يمكن أن تكون قدرة التعديل الكيميائي المسببة للسرطان في كثير من الأحيان معتمدة على الجرعة، حيث تنتج الجرعات المنخفضة من المركب نتائج مفيدة (أو على الأقل غير ضارة) (كما هو الحال في علم الإنهاض) في حين أن الجرعات الأعلى يمكن أن تؤدي إلى تأثير سام.
تشير الأدلة إلى أن بيتا كاروتين هو أحد الأمثلة على مثل هذا المركب، مما دفع الباحثين إلى توخي الحذر من التركيز على المكملات الغذائية المعزولة والتوصية وبدلاً من ذلك يُركِّزون على تعزيز نظام غذائي متنوع غني بالفواكه والخضروات.

## تصنيف عون المسرطن
صنفت الوكالة الدولية لبحوث السرطان (IARC) -التي تأسست عام 1965 كوحدة فرعية لمنظمة الصحة العالمية- المواد المسرطنة في أربع مجموعات، لكن عون المسرطن ليس في أي من هذه المجموعات الأربع.
- المجموعة 1 : مادة مسرطنة للبشر.
- المجموعة 2 أ : من المحتمل أن تكون مسرطنة للبشر.
- المجموعة 2 ب : يُحتمل أن تكون مسرطنة للبشر (احتمالية أقل).
- المجموعة 3 : لا يمكن تصنيفها على أنها مسرطنة للبشر.
- المجموعة 4 : ربما لا تكون مسرطنة للبشر.
- عون مسرطن
- مضاد التسرطن

لا يعمل عون المسرطن بنفس طريقة العامل المسرطن الذي لديه القدرة على إحداث تأثير الاعتلال الخلوي (CPE) على خلايا الجسم والأنسجة وحتى الأعضاء، ومع ذلك يعمل عون المسرطن على تنشيط وتقوية عمل المادة المسرطنة.

## أعوان المسرطن الشائعة
يمكن أن تكون أعوان المسرطن أسلوب حياة مثل تدخين السجائر وشرب الكحول أو حتى مضغ التبغ من الجوز -تقليد آسيوي- لأن هذه الأنشطة تعزز تأثير الاعتلال الخلوي (CPE)، أيضًا بعض الفيروسات قد تكون من أعوان المسرطن مثل فيروس الهربس وفيروس إبشتاين بار (EBV) وفيروس الهربس البشري-4 (HHV-4)، يُزيد الإكثار من تناول بيتا كاروتين لفترة طويلة من الزمن من خطر الإصابة بسرطان الرئة وسرطان البروستاتا والعديد من الأنواع الأخرى من الأورام الخبيثة لمدخن السجائر والعامل الذي لديه اتصال عالٍ بالأسبست.

## قضايا
تتطلب تجارب علم السموم البشري متابعة طويلة الأجل وكمية كبيرة من الاستثمار من أجل تصنيف مادة كيميائية على أنها عون مسرطن أو مادة مسرطنة أو مادة مضادة للسرطان، في السنوات الأخيرة استبدل الناس المكمل الصحي بوجبة صحية. حتى أن بعض الأساطير تنص على بيتا كاروتين كإكسير في البلدان النامية (العالم الثالث).
مع زيادة الوعي الصحي يعتمد الناس على المكملات الغذائية مثل الفيتامينات A و B و C و D و E وما إلى ذلك، تعمل هذه الفيتامينات كمواد كيميائية مضادة للأكسدة في جسم الإنسان، وتُعد مضادات الأكسدة هي مادة كيميائية جيدة في الاستهلاك المناسب ولكن جرعة زائدة كبيرة يمكن أن تسبب الأكسدة الخلوية وتسبب اعتلال الخلايا، كما لا يمكن للصناعات التحكم بدقة في التركيز والجرعة للمكملات المستخرجة من الموارد الغذائية الطبيعية، يمكن أن يسبب استهلاك هذه المكملات على المدى الطويل عبئًا جسديًا وأيضًا عمل شاق كبير للأعضاء في التمثيل الغذائي، نشرت العديد من المنظمات الصحية والحكومة الحد الأقصى من الاستهلاك اليومي للمكملات الغذائية التي تسمى أعلى مستويات المدخول التي يُمكن تحمُّلها (UL)، على سبيل المثال تشير منظمة الصحة العالمية إلى أن مستويات المدخول التي يُمكن تحمُّلها من فيتامين سي هي 2000 ملغم/د للرجال البالغين من سن 31 إلى 50، لكن تختلف مستويات تناول الطعام المسموح بها باختلاف الجنس والعمر، يمكن اتباع مستوى المدخول المقترح من أجل الحفاظ على الصحة والسلامة العامة.
تظهر كل من أبحاث التجارب علي الحيوانات والإنسان أن المكملات الغذائية لا يمكن أن تكون بديلًا عن النظام الغذائي اليومي، ويعد اتباع نظام غذائي متنوع وعادات صحية أفضل طريقة للبقاء بصحة جيدة بدلًا من تناول الكثير من المكملات الغذائية التي قد تكون عون مسرطن.